# Thin Film Transistor

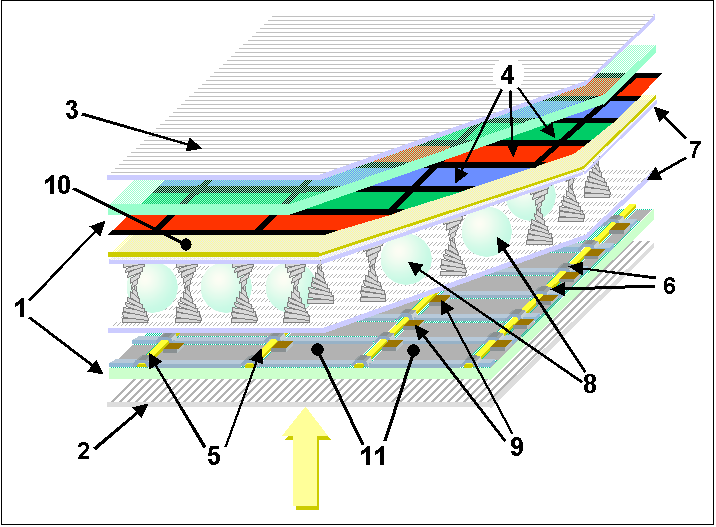
1) Piastra di vetro
2) e 3) Filtri polarizzatori orizzontali e verticali
4) Matrice colori RGB
5) e 6) Linee di comando orizzontali e verticali
7) Strato di polimeri
8) Separatori
9) Thin Film Transistor
10) Elettrodo anteriore
11) Elettrodo posteriore

Thin Film Transistor (TFT), transistor a pellicola sottile, è un particolare tipo di MOSFET, realizzato depositando sottili (thin) strati di semiconduttore attivo, di dielettrico e i relativi contatti metallici su un substrato di supporto non conduttivo. Come substrato di supporto viene comunemente utilizzato il vetro, in quanto l'applicazione principale dei TFT è nella costruzione dei display a cristalli liquidi (LCD). Il TFT differisce dal MOSFET convenzionale, in quanto nel secondo il materiale semiconduttore è tipicamente il substrato, come un wafer di silicio.

## Storia
La tecnologia TFT generale fu sviluppata negli Stati Uniti d'America, a partire dal 1979 presso l'Università del Minnesota e portò negli anni successivi alla realizzazione di reti resistive e capacitive ad alta integrazione per la realizzazione di mainframe.
Tuttavia l'implementazione di questa tecnologia per la realizzazione di LCD a matrice attiva si deve a svariate industrie giapponesi ed è stata successivamente implementata ed elaborata anche da colossi dell'elettronica taiwanesi, coreani e, in tempi recenti, cinesi.

## Caratteristiche
Il vantaggio più evidente sta nelle basse correnti di pilotaggio necessarie per la polarizzazione dei cristalli, nelle basse tensioni di polarizzazione necessarie per la commutazione del transistor e nei tempi di risposta necessari al fluido per cambiare di stato e quindi far transitare o meno la luce che lo attraversa. Tutto questo permette di realizzare agevolmente display con un alto numero di dot, pixel, che altrimenti non sarebbe stato possibile fare.
I cristalli liquidi non tendono più a tornare progressivamente allo stato di quiete prima dell'attivazione dell'impulso elettrico successivo, come accade nei monitor a matrice passiva, né devono conservare la propria posizione in assenza di voltaggio (tempo di risposta di circa 50ms o addirittura inferiore), perciò sono più veloci e l'occhio non percepisce sfarfallio o gli effetti di sbavature di luminosità e aloni causati dal cross talk.
La tecnologia usata rispecchia molto da vicino quella ancora oggi utilizzata nella realizzazione delle memorie dinamiche (DRAM) con la differenza che le singole celle dei transistor vengono realizzate direttamente applicando un substrato conduttivo, opportunamente drogato, direttamente sui vetri del pannello, anziché lavorare su un classico die in silicio.

## Utilizzo
La tecnologia per la costruzione delle matrici attive OLED ha lo stesso scopo di quella degli LCD: portare alla realizzazione di un display a matrice piatto. La sostanziale differenza è nell'elemento elettroluminescente che, in questo caso, è rappresentato dall'OLED.
Sostituire l'LCD permetterebbe di ottenere display più performanti da tutti i punti di vista: ottico, poiché l'emissione degli OLED non è direzionale; dal punto di vista dei consumi, poiché l'OLED è per sua natura emissivo e non trasmissivo come nel caso degli LCD; dal punto di vista della costruzione e della flessibilità. L'unico problema tutt'oggi, è il tempo di vita dei colori, dove non si è ancora raggiunto un tempo di vita sufficientemente alto, soprattutto per il blu.

## Differenze con gli schermi LCD tradizionali
La differenza fondamentale tra un TFT e un pannello LCD tradizionale è il modo in cui viene polarizzato il cristallo liquido. In entrambe le tecnologie le molecole di cristallo liquido si orientano una volta che sono sottoposte ad un campo elettrico, ma mentre negli LCD tradizionali si applica una tensione dall'esterno del pannello di visualizzazione, come in un condensatore, nella tecnologia TFT il campo elettrico viene applicato direttamente nel punto necessario, togliendo quindi le capacità parassite introdotte dallo sbroglio delle piste necessarie per raggiungere i dot, tramite appunto un transistor a film sottile realizzato direttamente con un substrato di materiale semiconduttore trasparente depositato sulle superfici interne dei vetri che ospitano anche i cristalli liquidi.